# Piers Sellers

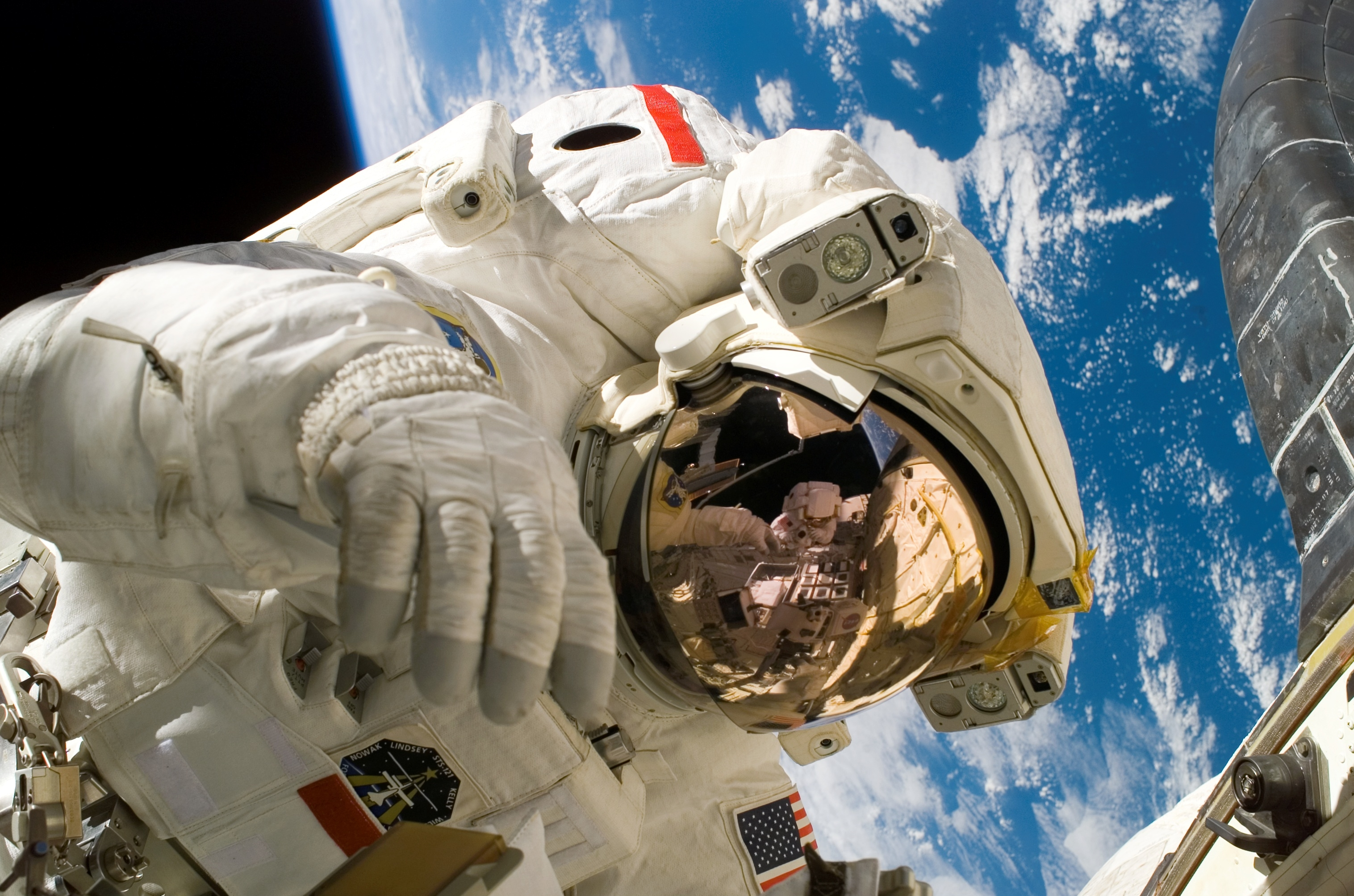
Piers Sellers på rymdpromenad under STS-121.

Piers John Sellers, född 11 april 1955 i Crowborough i East Sussex, död 23 december 2016 i Washington, D.C., var en brittisk-amerikansk NASA-astronaut uttagen i astronautgrupp 16 den 5 december 1996.
Han flyttade till USA 1982 och blev amerikansk medborgare 1991.

## Eftermäle
Asteroiden 6018 Pierssac är uppkallad efter honom. Även Northrop Grumman:s rymdfarkost Cygnus NG-17 är uppkallad efter honom.

## Rymdfärder
- Atlantis - STS-112 (oktober 2002)
- Discovery - STS-121 (juli 2006)
- Atlantis - STS-132 (maj 2010)